# Рупар (округ)
Рупа́р (в.-пандж. ਰੂਪਨਗਰ ਜ਼ਿਲਾ; англ. Rupnagar) — округ в индийском штате Пенджаб. Административный центр — город Рупар. Площадь округа — 2056 км². По данным всеиндийской переписи 2001 года население округа составляло 1 116 108 человек. Уровень грамотности взрослого населения составлял 78,1 %, что выше среднеиндийского уровня (59,5 %). Доля городского населения составляла 32,5 %.